# Petrell de les Kerguelen
El petrell de les Kerguelen(Aphrodroma brevirostris) és un ocell marí de la família dels procel·làrids (Procellariidae), únic al seu gènere, alternativament conegut com a Lugensa, Mathews 1942.

## Morfologia
Fa uns 36 cm de llargària, amb una envergadura de 66 cm. Color general gris amb un lleuger clapat a la cara i el capell. Una mica més fosc a les ales i la cua. Bec negre i estret i potes color carn.

## Ecologia
Cria en colònies en illes remotes, com Gough, a l'Atlàntic i Marion, Príncep Eduard i les Crozet i Kerguelen, a l'Índic. Ponen un únic ou per temporada, dins una llodriguera, que és covat pels dos progenitors durant 49 dies. El pollet estarà completament emplomallat als 60 dies de l'eclosió.

## Hàbitat i distribució
És una espècie pelàgica que després de criar es dispersa pels oceans Índic i Atlàntic Sud entre els 60° i 40° S.

## Taxonomia
L'espècie va ser inclosa durant molt de temps al gènere Pterodroma fins que en 1942 es va crear per a ella el gènere Lugensa (o Aphrodroma), que no va ser amplament acceptat fins a 1985. En 1998 un estudi el situa prop d'algunes baldrigues i del gènere Bulweria. No se n'han descrit subespècies.